# Sahagún (Spanyolország)
Sahagún (asztur-leóni nyelven Safagún) település Spanyolországban, León tartományban. Lakosainak száma 2398 fő (2024).

## Földrajza
Sahagún Gordaliza del Pino, Calzada del Coto, Villamol, Cea, Lagartos, Moratinos, Grajal de Campos, Santervás de Campos és Melgar de Arriba községekkel határos.

## Népesség
A település lakosságának változását az alábbi diagram mutatja:
| Lakosok száma | 3087 | 2908 | 2841 | 2837 | 2811 | 2783 | 2597 | 2493 | 2434 | 2398 |
|               | 2001 | 2004 | 2007 | 2009 | 2012 | 2014 | 2017 | 2019 | 2022 | 2024 |